# Saint Privat en Périgord
Saint Privat en Périgord község Franciaország Új-Aquitania régiójában, Dordogne megyében. Új községként 2017. január 1-jén jött létre három korábbi község: Festalemps, Saint-Antoine-Cumond és Saint-Privat-des-Prés egyesítésével. Lakosainak száma 1127 fő (2022. január 1.).

## Népesség
| Lakosok száma | 1153 | 1121 | 1114 | 1115 | 1116 | 1120 | 1127 |
|               | 2015 | 2017 | 2018 | 2019 | 2020 | 2021 | 2022 |